# Богдинсько-Баскунчацький заповідник
Богди́нсько-Баскунча́цький запові́дник — російський державний природний заповідник у Ахтубінському районі Астраханської області в околицях озера Баскунчак та гори Велике Богдо, в безпосередній близькості від державного кордону Росії та Казахстану. Складається з двох відокремлених кластерів: «Гора Богдо і околиці озера Баскунчак» (16483 га) та «Зелений сад» (1 995 га).
Один з наймолодших заповідників в Російській Федерації: створений 18 листопада 1997 року.

## Історія

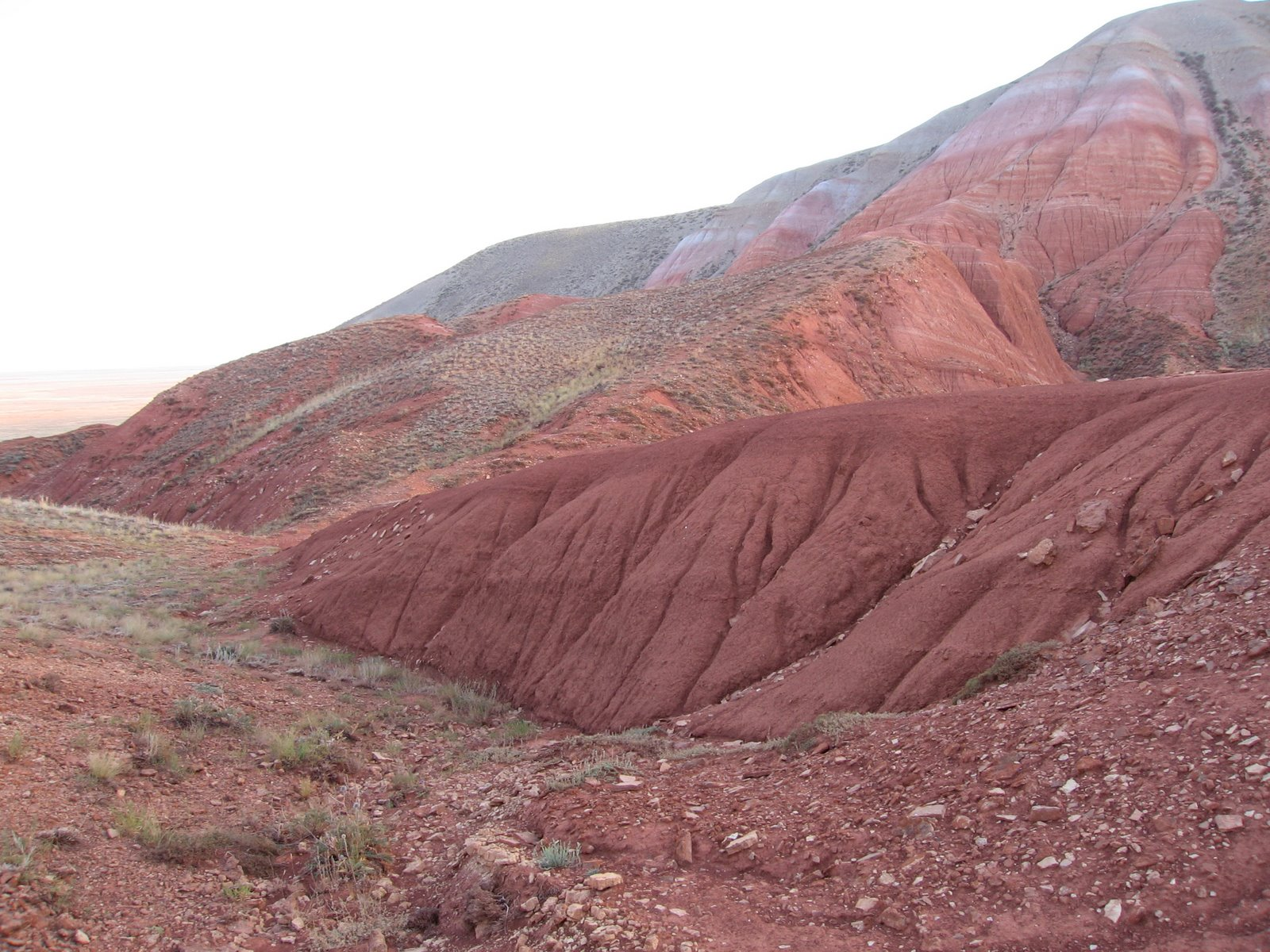
Велике Богдо

У 1993 році постановою голови адміністрації Астраханської області від 25.11.93 р. № 196 створено Державний природний заказник «Богдинсько-Баскунчацький» (площа 53 700 га).
В 1997 році постановою Уряду Російської Федерації від 18.11.97 р. № 1445 було утворено Державний природний заповідник «Богдинсько-Баскунчацький» загальною площею 18 478 га. Він був організований на частині земель однойменного державного природного заказника. Через входження до складу земель новоствореного заповідника територій пам'яток природи «Гора Велике Богдо», «Урочище Шарбулак» та «Зелений сад» з них було знято статус пам'ятників природи.
Таким чином, в околицях озера Баскунчак є дві особливо охоронювані природні території: 1) Державний природний заказник регіонального значення «Богдинсько-Баскунчацький» комплексного профілю площею 32 801,3 га. Територія держзаказника охороняється на початок ХХІ сторіччя силами спеціалізованої інспекції охорони обласного підпорядкування і 2) Державний природний заповідник «Богдинсько-Баскунчацький» федерального значення площею 18478 га.

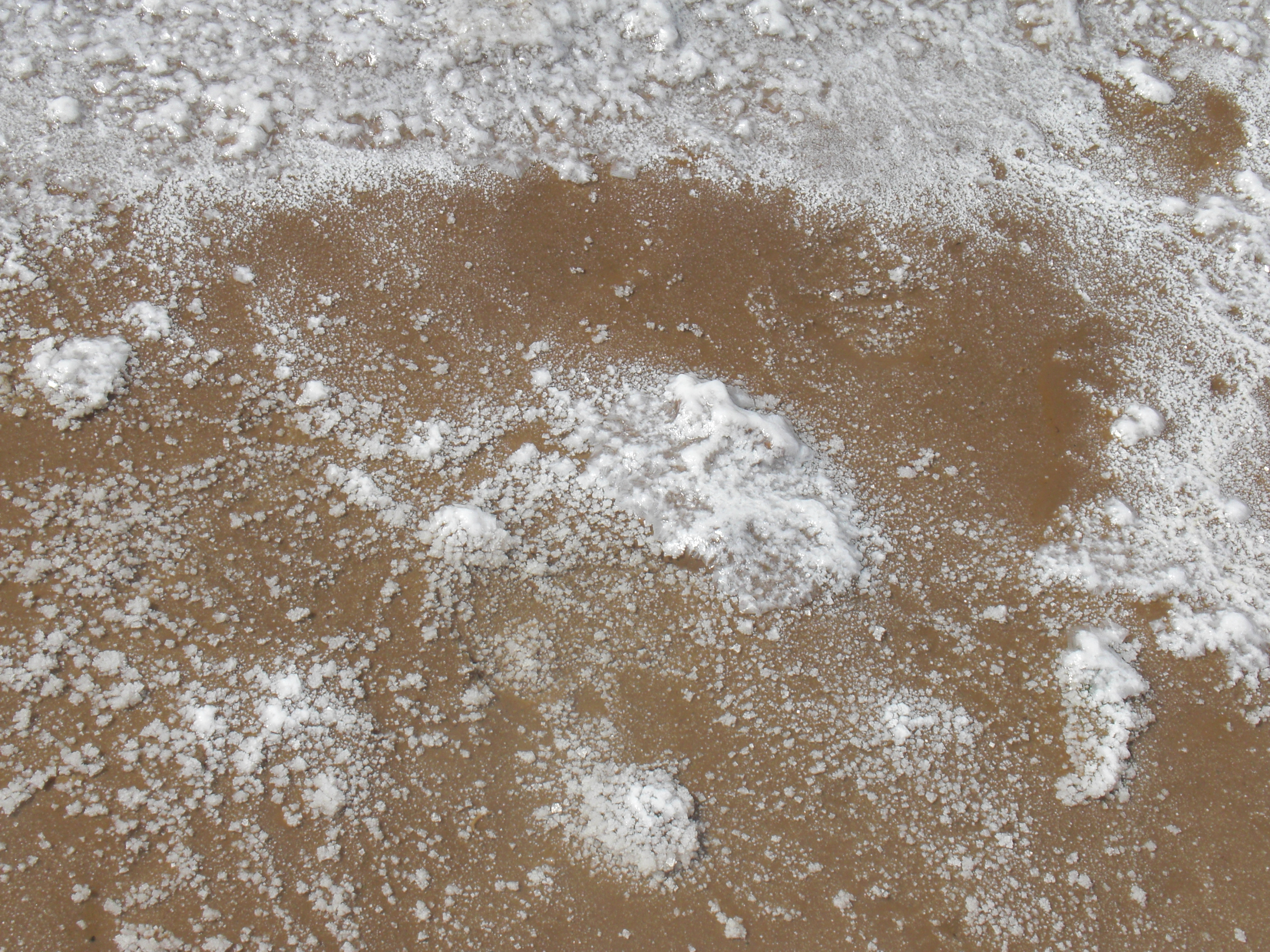
Сіль озера Баскунчак

## Опис
На території заповідника та поблизу нього знаходяться унікальні об'єкти Астраханської області: гора Велике Богдо, «Зелений сад», урочище Шарбулак, карстові поля, воронки, печери. Територія заповідника прилягає до солоного озера Баскунчак.

## Мета створення заповідника
Заповідник створений для охорони малопорушених напівпустельних угруповань і унікального, одного з найбільших у Росії, безстічного солоного озера Баскунчак. Також охороняється гора Велике Богдо (149,6 м н.р.м.), яка є найвищою точкою Прикаспійської низовини. У районі гори Велике Богдо широко розвинений карст, відомо 30 печер, найбільша протяжністю 1,5 км.
Ділянка «Зелений сад» охороняє напівкультурний оазис лісової рослинності у напівпустелях Прикаспію.

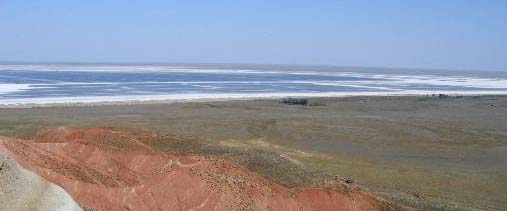
Озеро Баскунчак

Тут проходить найважливіший міграційний шлях птахів з півночі Сибіру на зимівлю.
Флора заповідника багата рідкісними видами, серед яких тюльпани Шренка та Біберштейна, волошка Талієва, смілка Гельма.
Рослинний покрив представлений білополинними, чорнополинними та солянковими угрупованнями за участю злаків та ефемерів. На гніздуванні відзначені кулики-довгоноги і шилодзьобки, журавлі степові; зустрічається сайгаки.

## Флора

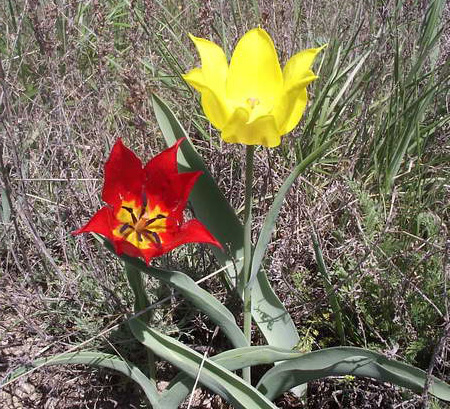
Тюльпан Геснера

На території Богдинсько-Баскунчацького заповідника зареєстровано 507 видів вищих рослин. Вони відносяться до 260 родів та 72 родин.
Переважаючими родинами є Айстрові, Злаки, Лободові, Капустяні. Характерною особливістю флори цього району є присутність багатьох рідкісних та перебуваючих на межі свого поширення видів рослин, з яких велика частина є реліктовими та ендемічними. Це пов'язано в першу чергу з тим, що гора Велике Богдо під час затоплення всієї прилеглої рівнини Прикаспійської низовини водами Каспійського моря (8-12 тис. років тому) залишалася досить великим островом, на якому вціліли залишки колишньої флори та фауни. Проте деякі види рослин після регресії «спустилися» з гори Велике Богдо і закріпилися на поруч розташованій з горою території, наприклад, цибуля індерська (Allium inderiense).
Заповідник є природним сховищем великої кількості рослин, які стали рідкісними в інших куточках планети.
З рослин, що зростають на території заповідника «Богдинсько-Баскунчакський», 31 вид внесено до Червоної книги Астраханській області і 3 види — до Червоної книги Росії: тюльпан Шренка, живокіст яскраво-червоний (Delphinium puniceum), ковила пірчаста.

## Фауна заповідника
У заповіднику мешкає 47 видів ссавців.
У фауні заповідника налічується:
- Клас Птахи — 215 видів

- Клас Комахи — 1027 видів
- Клас Риби — 1 вид
- Клас Земноводні — 2 види
- Клас Плазуни — 12 видів
- Клас Павуки — 28 видів

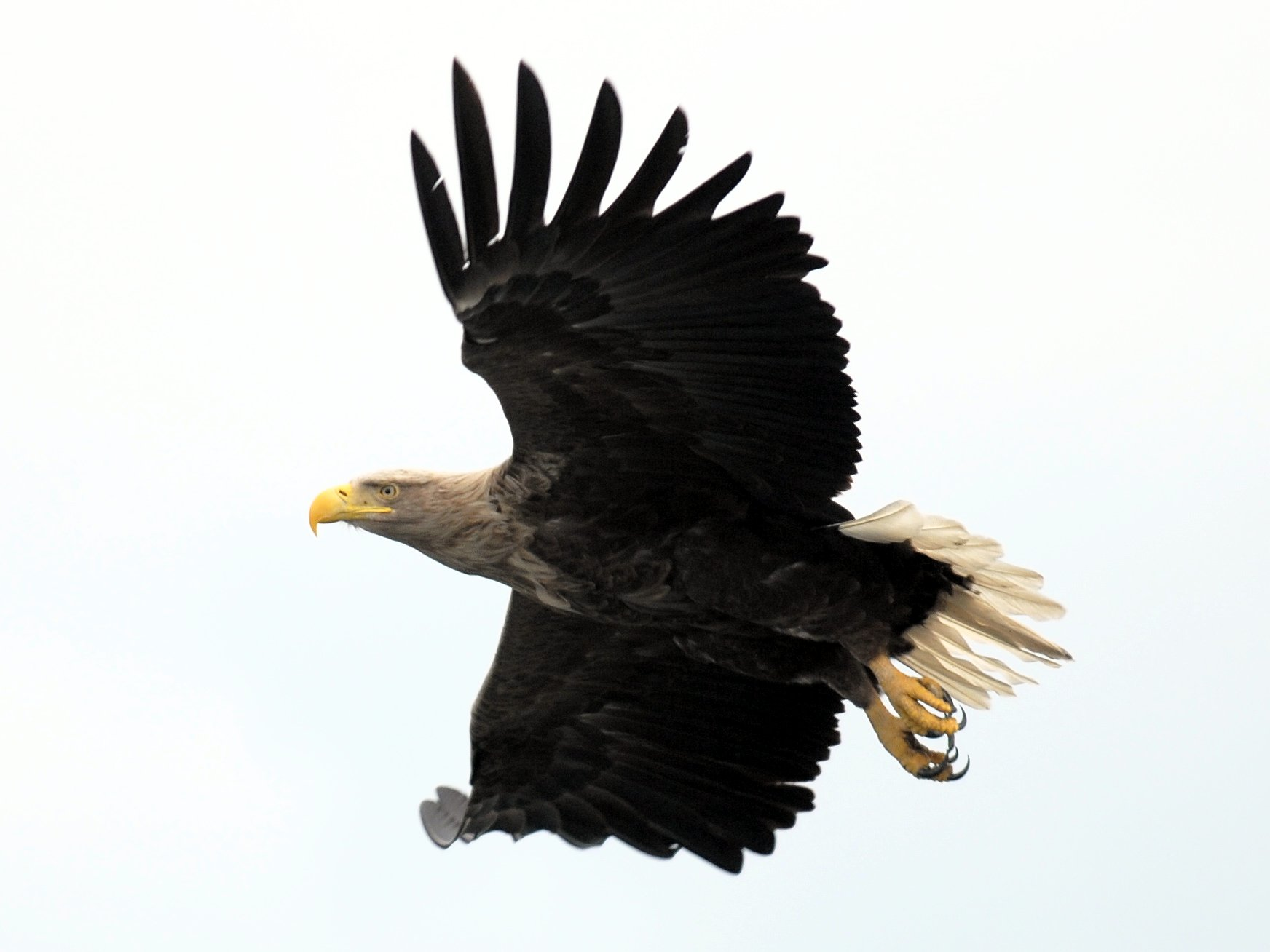
Орлан-білохвіст

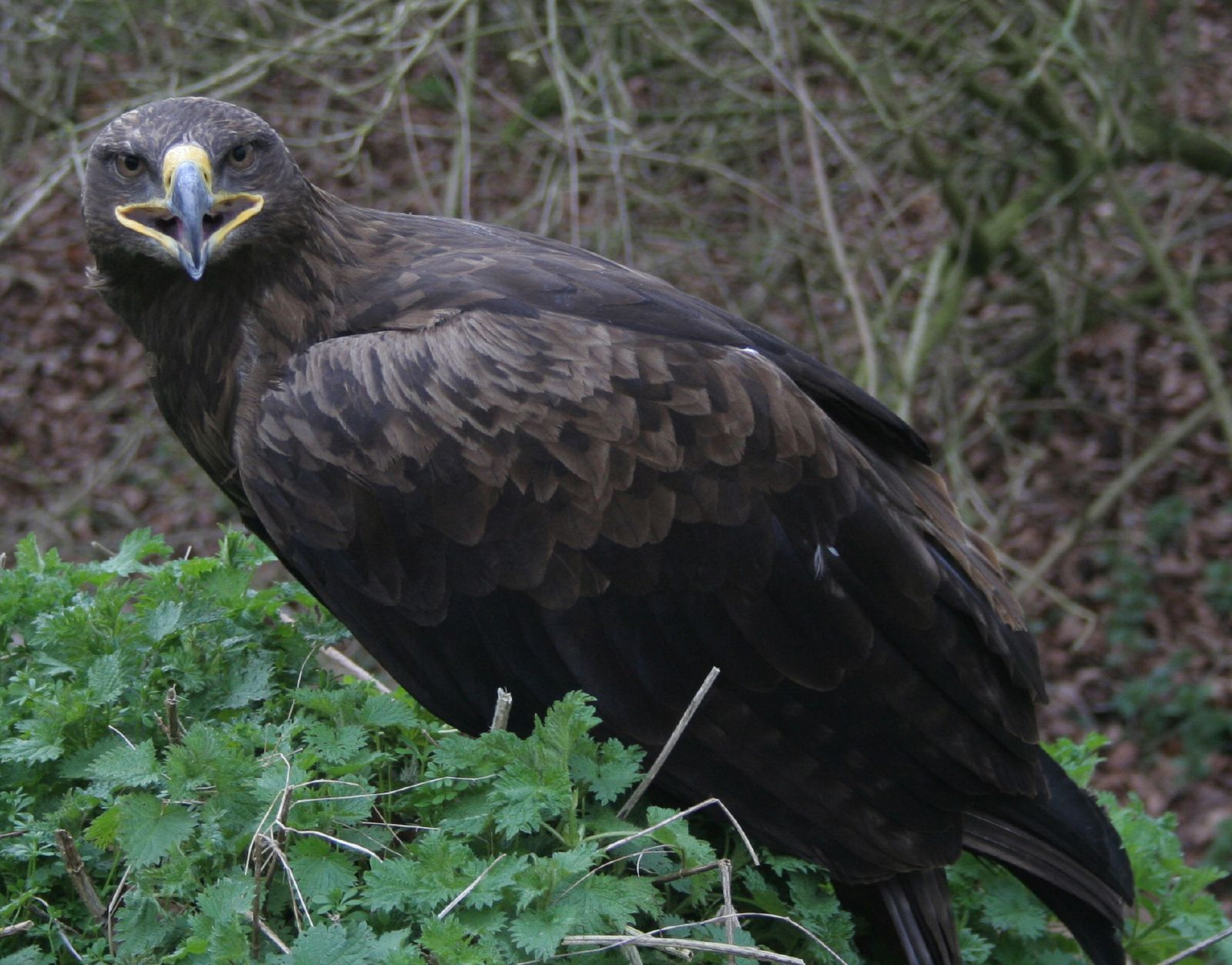
Орел степовий

На території заповідника зареєстровано 215 видів птахів.
У фауні заповідника 30 птахів, занесених до Червоної книги Астраханській області.
22 види занесені до Червоної книги Росії, з яких 9 — у Червону книгу МСОП:
- Пелікан кучерявий
- Чернь білоока
- Лунь степовий
- Яструб коротконогий

- Канюк степовий
- Орел степовий
- Підорлик великий
- Орел-могильник
- Орлан-білохвіст
- Боривітер степовий
- Журавель степовий
- Хохітва
- Лежень (птах)
- Кулик-довгоніг
- Кулик-сорока
- Чоботар
- Кульон великий
- Дерихвіст степовий
- Мартин каспійський
- Пугач
- Сорокопуд сірий

На території заповідника зустрічається єдиний вид ссавців, занесених до Червоної книги Росії, — Перегузня звичайна, слабкий хижий звір, поширений в південних регіонах Росії.
Гора Велике Богдо — єдине в Росії місце проживання Писклявого гекончика (Alsophylax pipiens).

## Кінематограф
- Швидкість (фільм) — режисер Дмитро Свєтозаров, в головних ролях Дмитро Харатьян та Олексій Баталов.
- «Паперовий солдат» — режисер Олексій Герман-молодший. У головних ролях Мераб Нінідзе (Даня), Чулпан Хаматова (Ніна)[2]

## Фотогалерея

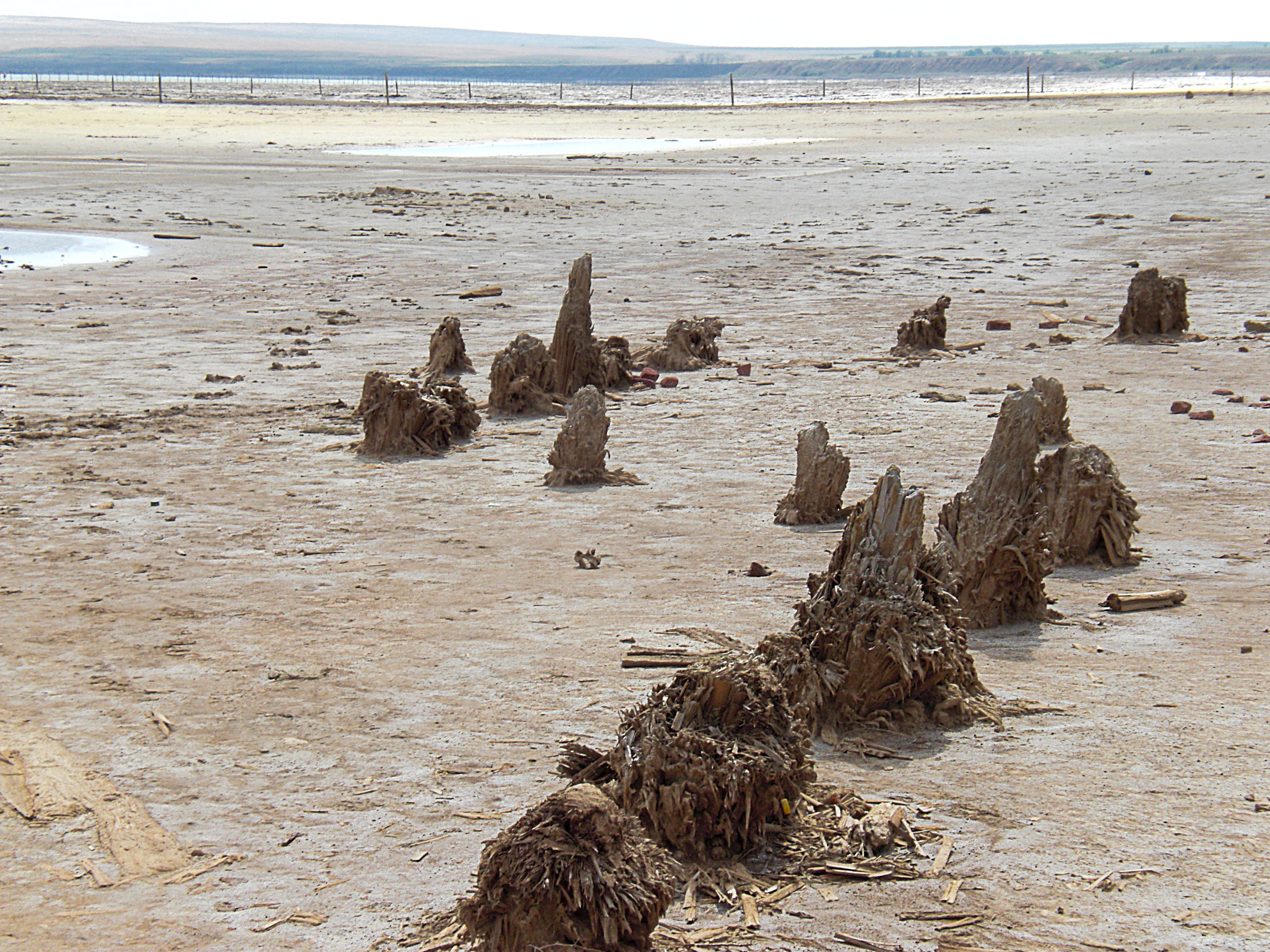
Озеро Баскунчак
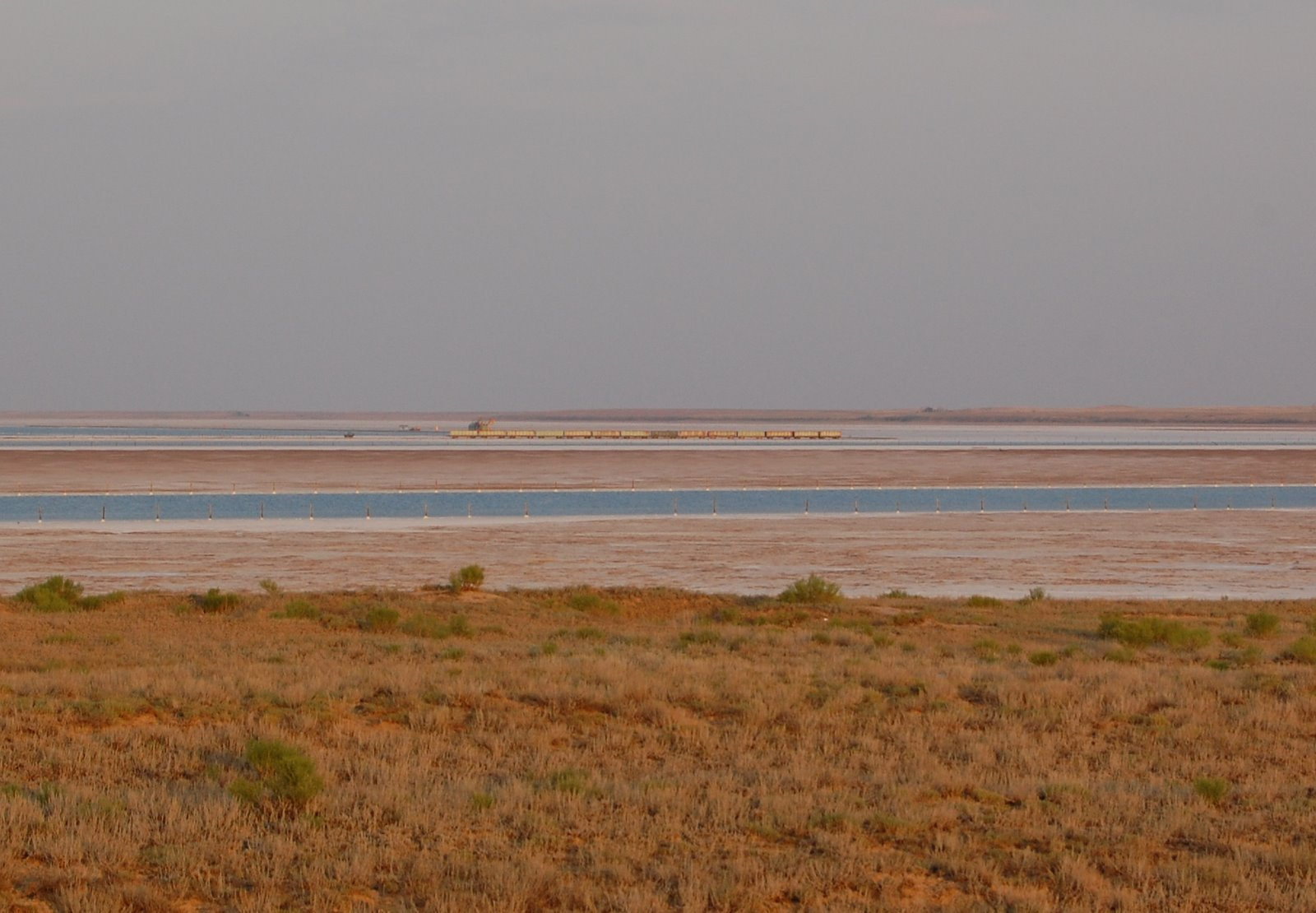
Вид на озеро Баскунчак
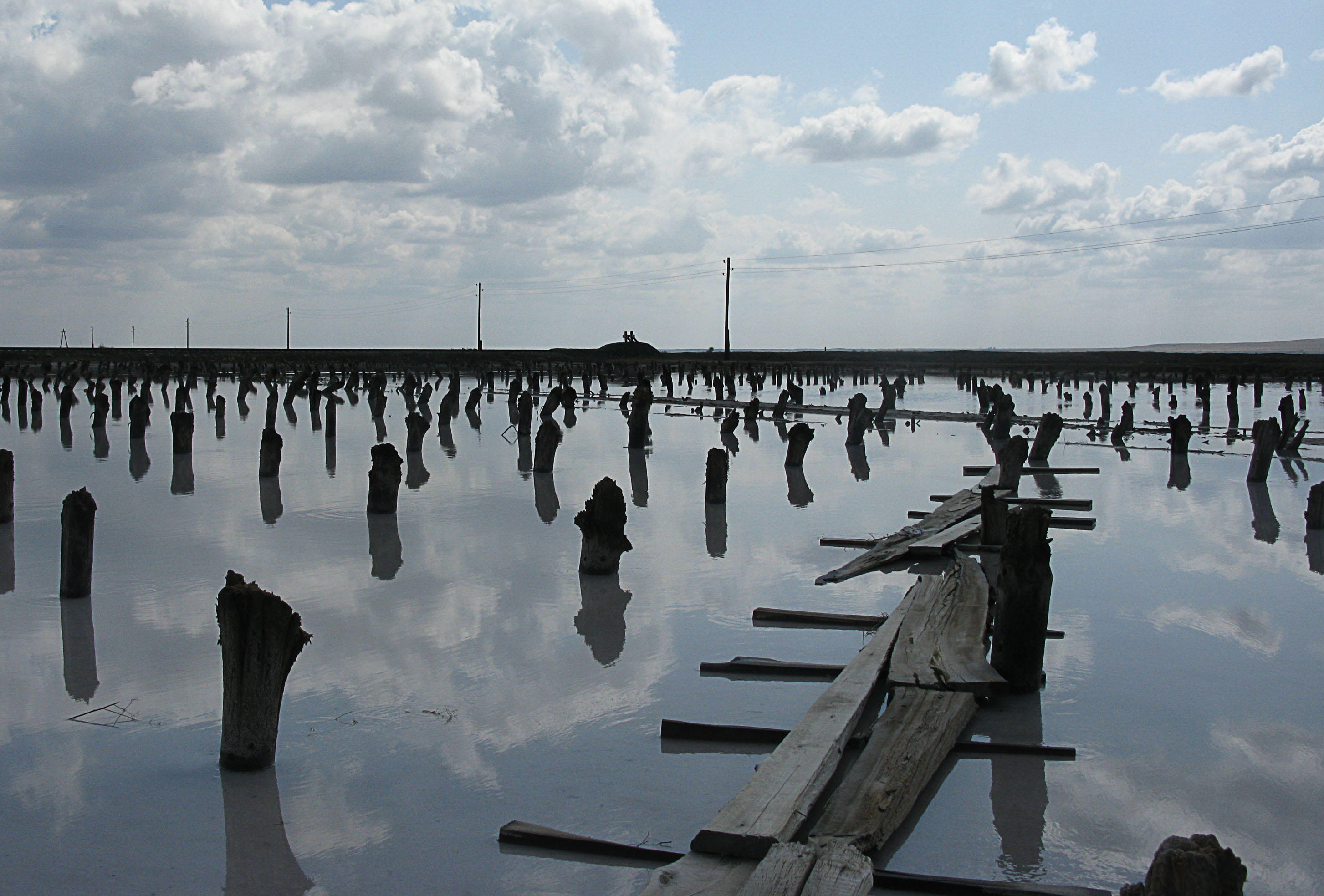
Баскунчак
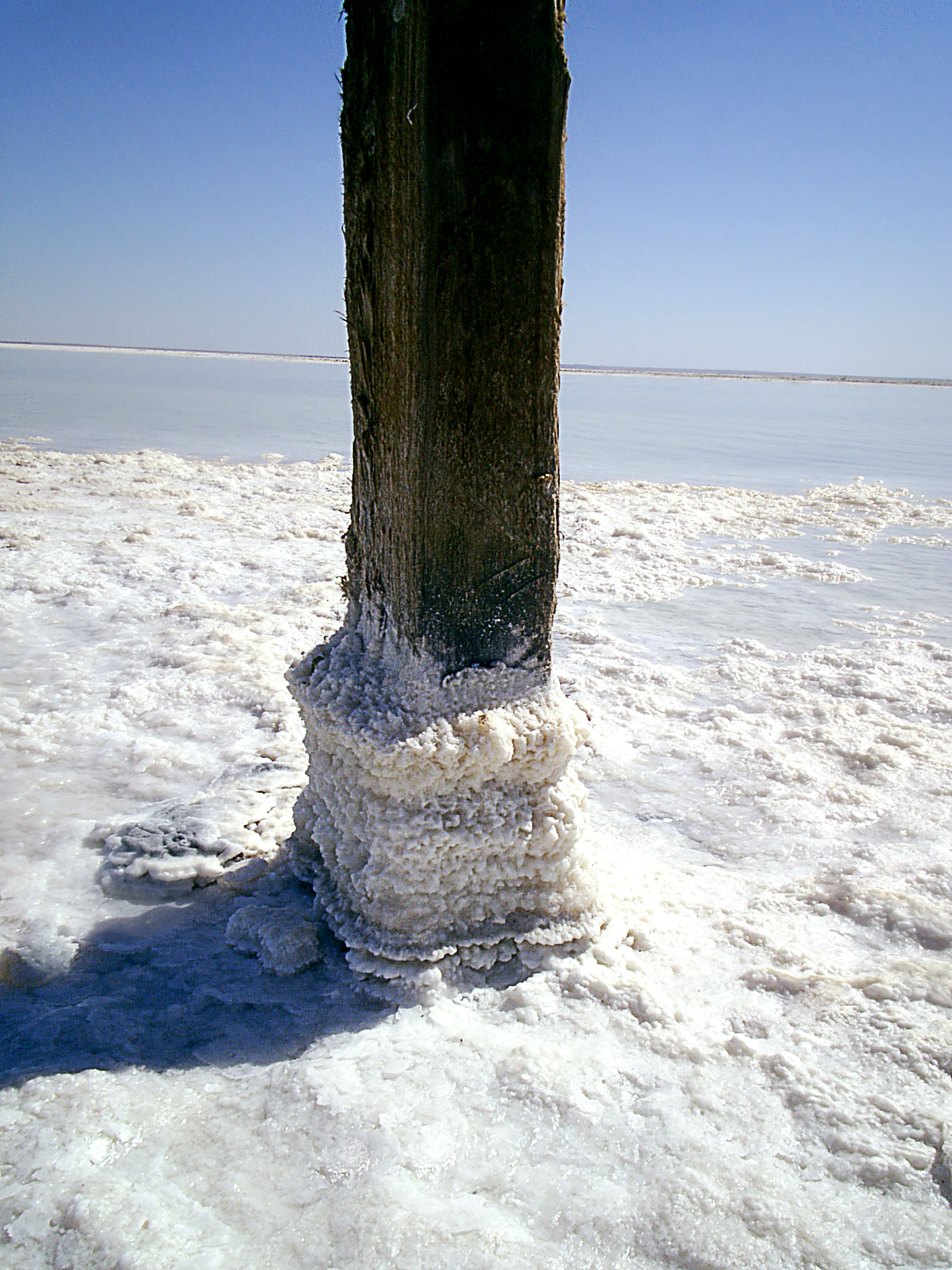
Соляний стовп на озері Баскунчак
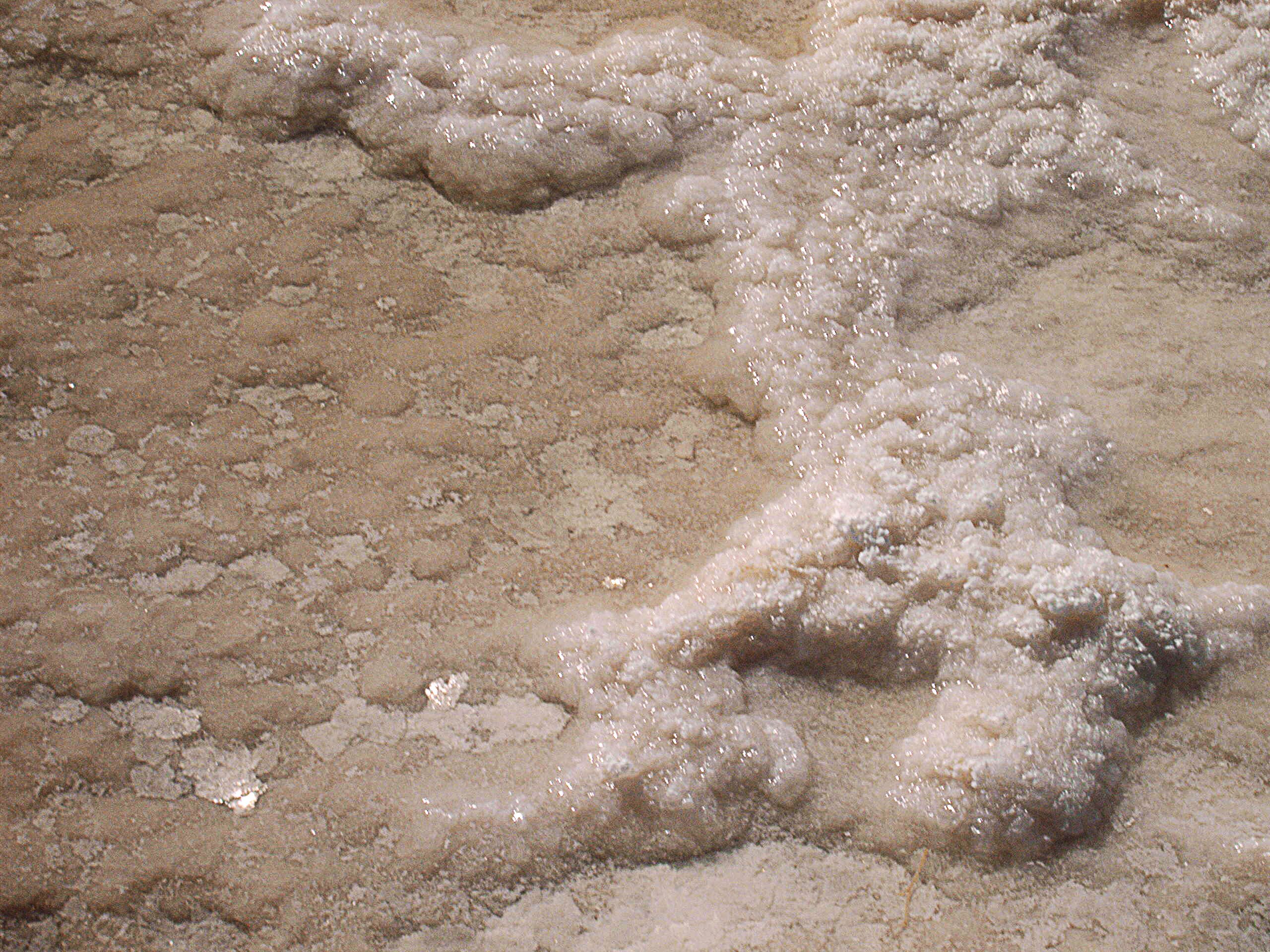
Сіль з озера Баскунчак
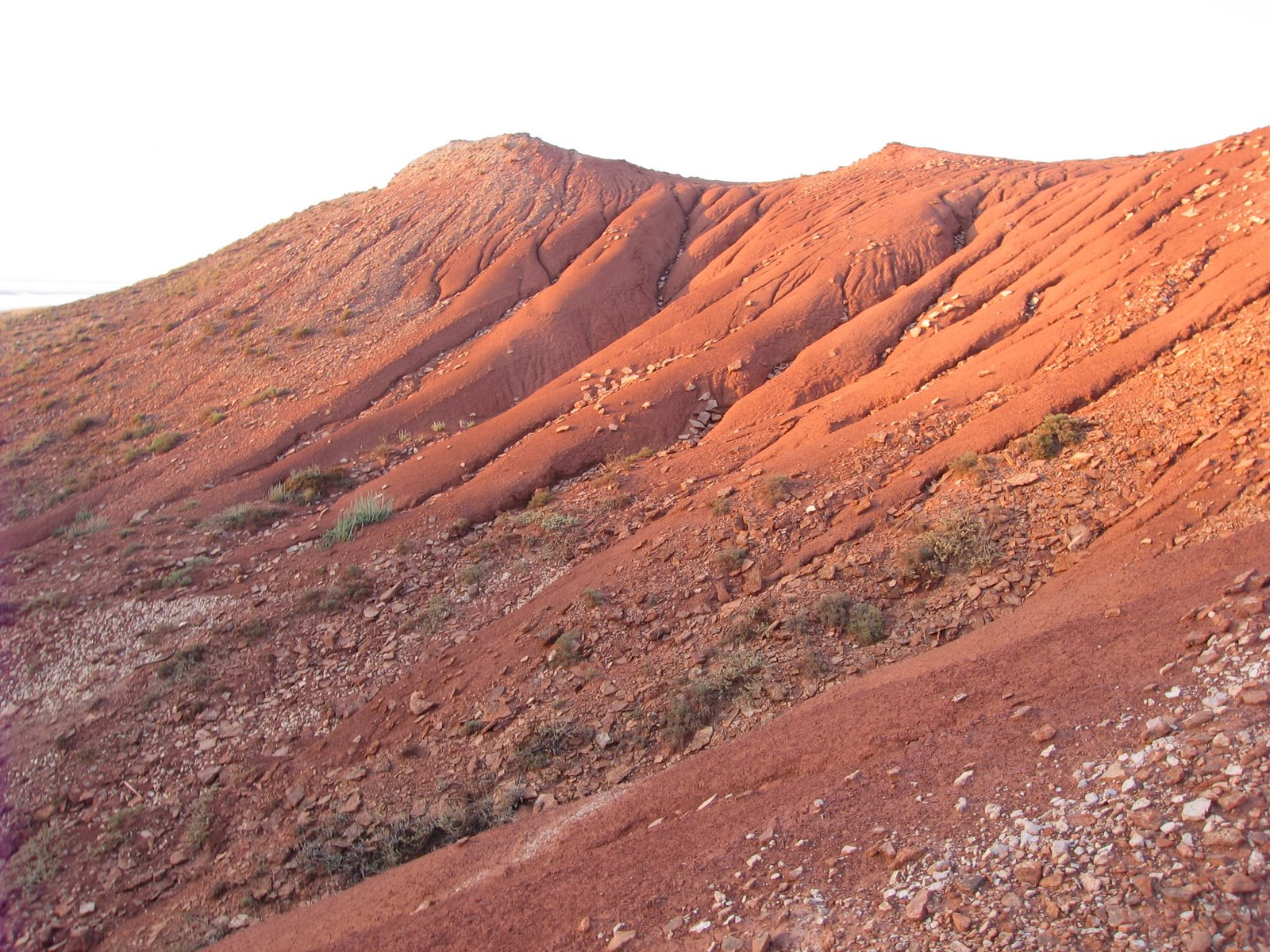
Гора Велике Богдо
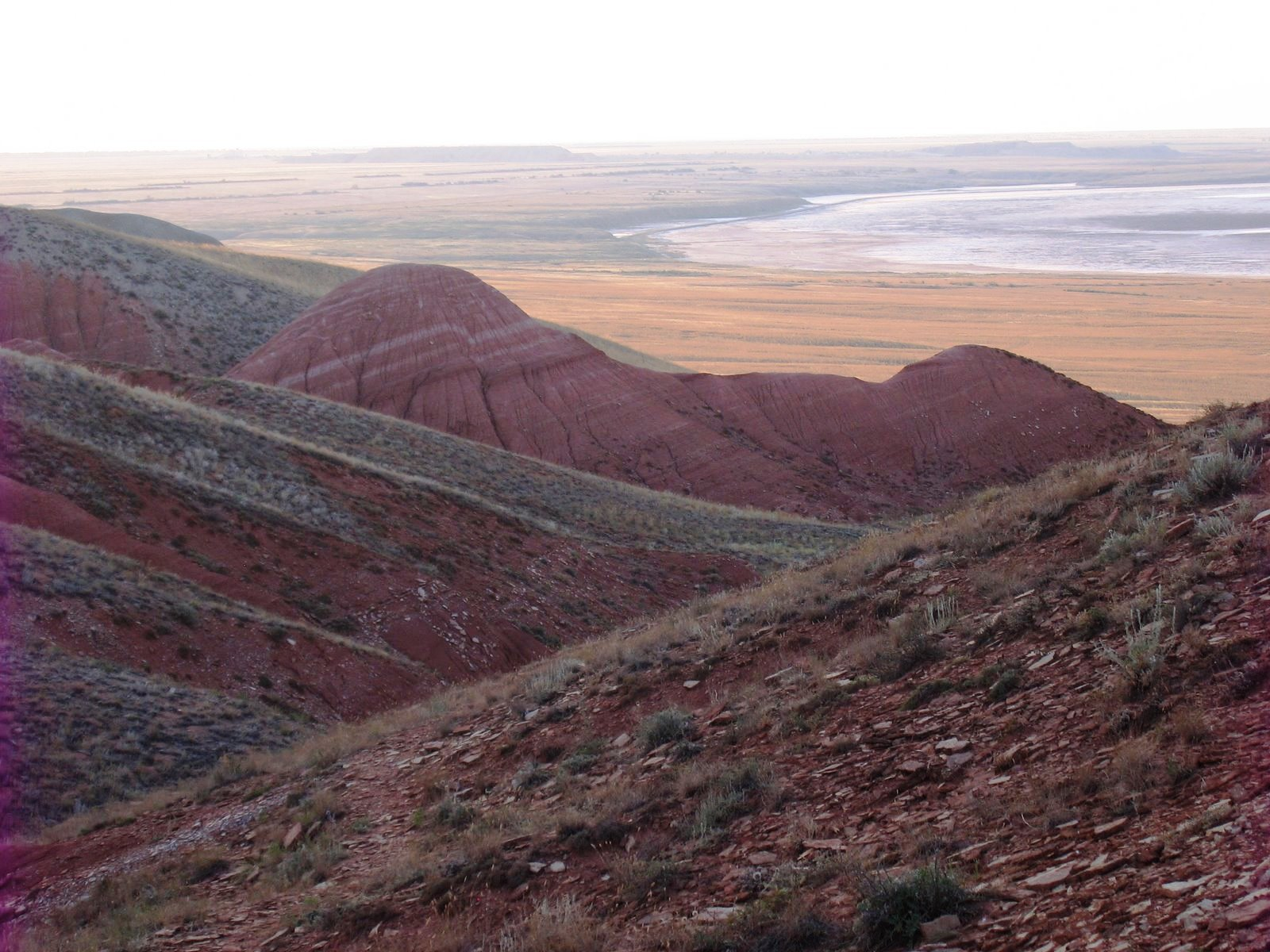
Гора Велике Богдо
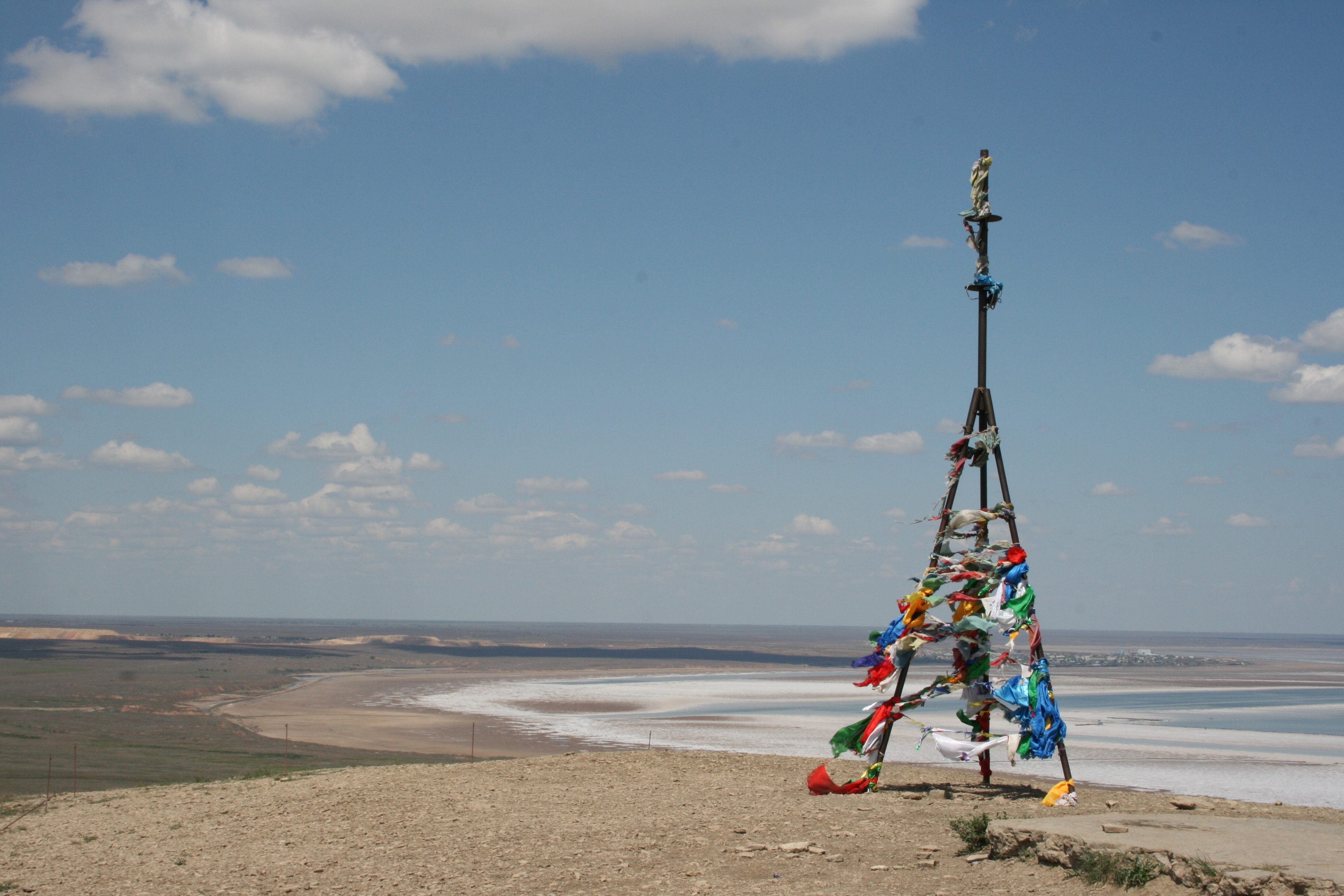
Вершина Богдо